# 京都十三仏霊場
京都十三仏霊場（きょうとじゅうさんぶつれいじょう）は、京都府京都市内の十三箇寺の霊場巡礼。初七日から三十三回忌までの十三の忌日にあたり死者を成仏へと導いてくれる仏を巡る。
なお、2014年7月に第3番札所が霊雲院から戒光寺へ、第11番札所が法観寺から隨心院へ変更されている。

## 霊場一覧
| 札所番号 | 注     | 寺院名                 | 札所本尊   | 札所の堂           | 宗派           | 住所                           |
| -------- | ------ | ---------------------- | ---------- | ------------------ | -------------- | ------------------------------ |
| 第一番   | △      | 智積院                 | 不動明王   | 不動堂本尊         | 真言宗智山派   | 京都市東山区東大路七条         |
| 第二番   | ○      | 清凉寺                 | 釈迦如来   | 本堂本尊           | 浄土宗         | 京都市右京区嵯峨釈迦堂藤ノ木町 |
| 第三番   |        | 戒光寺（泉涌寺塔頭）   | 文殊菩薩   | 本堂右側           | 真言宗泉涌寺派 | 京都市東山区泉涌寺山内町       |
| 第四番   | 注1    | 大光明寺（相国寺塔頭） | 普賢菩薩   | 本堂本尊           | 臨済宗相国寺派 | 京都市上京区烏丸上立売         |
| 第五番   |        | 大善寺                 | 地蔵菩薩   | 地蔵堂             | 浄土宗         | 京都市伏見区桃山西町           |
| 第六番   | ○      | 泉涌寺                 | 弥勒菩薩   | 仏殿本尊三尊仏右側 | 真言宗泉涌寺派 | 京都市東山区泉涌寺山内町       |
| 第七番   |        | 平等寺                 | 薬師如来   | 本堂本尊           | 真言宗智山派   | 京都市下京区烏丸松原東入       |
| 第八番   | ●      | 大報恩寺               | 観音菩薩   | 霊宝殿             | 真言宗智山派   | 京都市上京区千本五辻通         |
| 第九番   | △・注2 | 仁和寺                 | 勢至菩薩   | 金堂               | 真言宗御室派   | 京都市右京区御室大内           |
| 第十番   | ○      | 法金剛院               | 阿弥陀如来 | 仏殿               | 律宗           | 京都市右京区花園扇野町         |
| 第十一番 | ○      | 隨心院                 | 阿閦如来   | 本堂宝塔内         | 真言宗善通寺派 | 京都市山科区小野御霊町         |
| 第十二番 | ●      | 教王護国寺             | 大日如来   | 講堂本尊           | 東寺真言宗     | 京都市南区九条通大宮西入       |
| 第十三番 |        | 法輪寺                 | 虚空蔵菩薩 | 本堂本尊           | 真言宗五智教団 | 京都市西京区嵐山虚空蔵山町     |

- ○印の寺院は札所本尊及び納経所が有料拝観区域にある寺院。
- ●印の寺院は札所本尊は拝観が有料の堂内にあるが、納経所は無料拝観区域にあり、堂外からの拝観は無料の寺院。
- △印の寺院は、境内に有料拝観区域があるが、札所本尊および納経所は無料拝観区域にある寺院。
- 注1・大光明寺は、普段から山門が閉じられていることが多いが、その時も脇の入口は施錠されていないので、内部に入って参拝・庫裏で朱印を押印してもらえる。
- 注2・仁和寺は普段は納経所や金堂は拝観料が不要であるが、御室桜の時期だけは拝観料を要する。